# Ossès
Ossès – miejscowość i gmina we Francji, w regionie Nowa Akwitania, w departamencie Pireneje Atlantyckie.
Według danych na rok 1990 gminę zamieszkiwały 692 osoby, a gęstość zaludnienia wynosiła 16 osób/km² (wśród 2290 gmin Akwitanii Ossès plasuje się na 584. miejscu pod względem liczby ludności, natomiast pod względem powierzchni na miejscu 155.).